# Kaple svatého Cyrila a Metoděje (Švábov)
Kaple sv. Cyrila a Metoděje je římskokatolická kaple stojící na návsi ve Švábově.

## Historie
Místní občané začali kapličku stavět v roce 1930. Nejdříve bylo potřeba upravit místo pro stavbu. Kaplička měla být postavena na místě, kde byly dva malé rybníčky. Rybníčky byly zavezeny a bylo započato se stavbou. Na vnitřní vybavení již peníze nezbyly a tak postavená kaple nemohla sloužit svému účelu. Kaple byla dokončena až v roce 1998 a teprve poté mohla být vysvěcena.

## Zajímavost

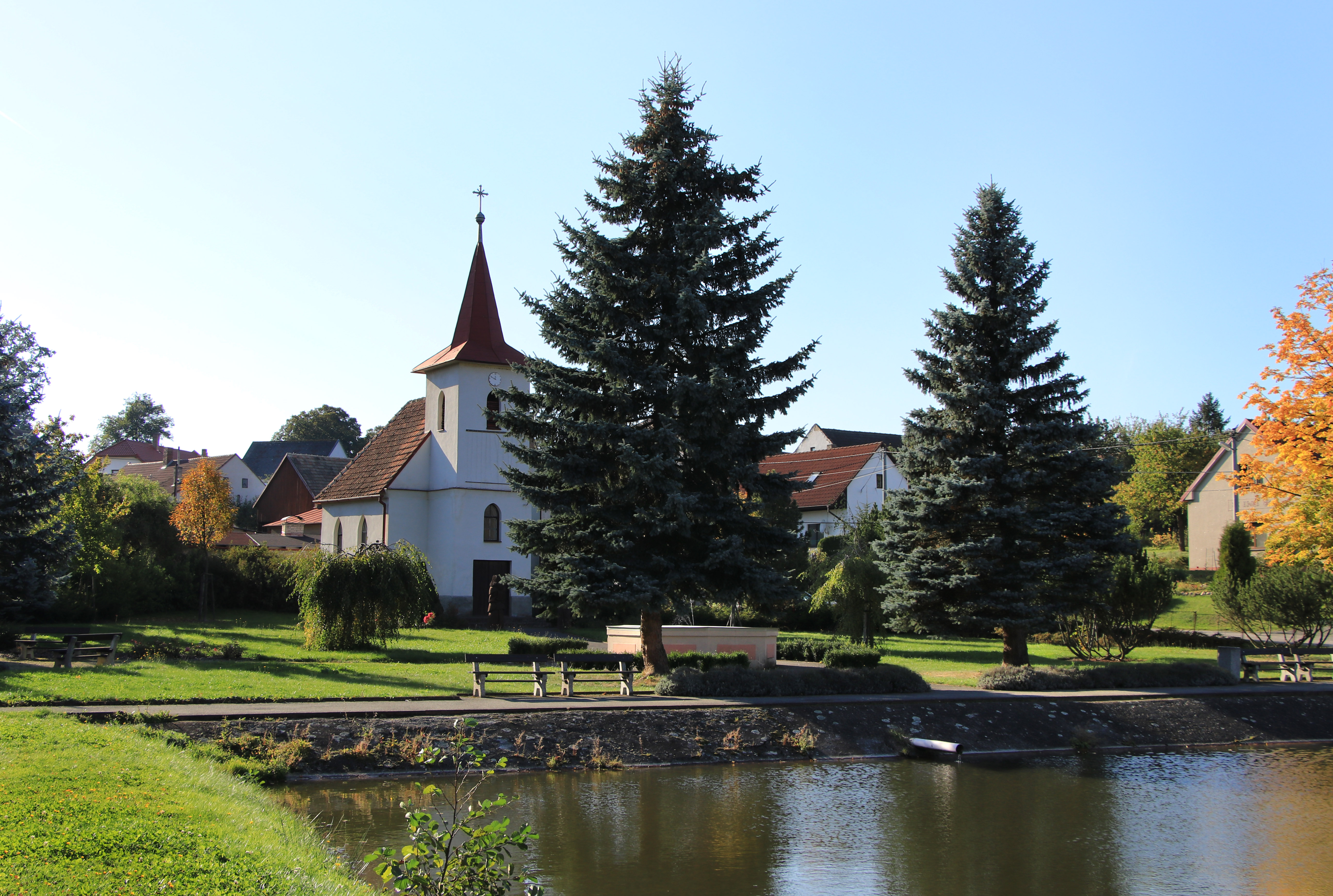

Při slavnostním zavěšování zvonku po první světové válce do zvoničky, který byl ukryt před jeho odevzdáním pro válečné účely, pojal Jan Hanzal z č. 12 úmysl postavit v obci kapličku a zvonek do její věže zavěsit. Založil proto fond pro stavbu kapličky a sám do něho jako základ daroval 600 Kč. Potom s Václavem Musilem z č. 21 konal sbírku ve Švábově a po okolí do tohoto fondu. Fond činil v této době 7 000 Kčs, což bylo málo a na stavbu nestačil. Z fondu byli placeni jen řemeslníci, které švábovští občané zdarma stravovali. Stejně tak zdarma byl dovážen materiál. Neplatil se kámen a jeho dovoz. Přesto stavební náklady činily 11 125 Kčs. Na jejich uhrazení přispěla i záložna v Horní Cerekvi částkou 400 Kčs. Zbytek nákladů uhradila obec. Na vnitřní vybavení již peníze nezbyly a tak postavená kaple nemohla sloužit svému účelu. Do věže byl přenesen a zavěšen zvonek z bývalé zvoničky u školy.

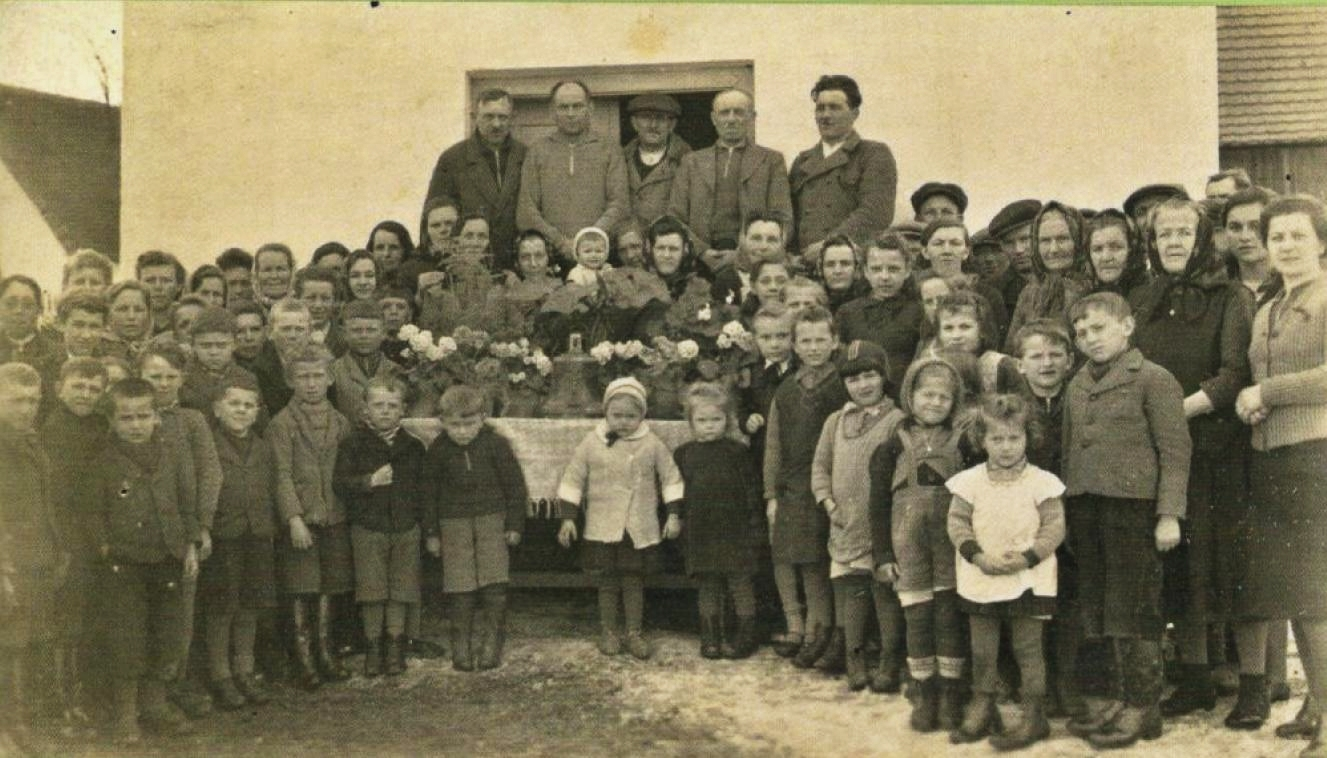
Snesení zvonu Švábov

V roce 1943 musel být švábovský zvon odevzdán pro válečné účely. Nesl nápis Ave Maria. Po sundání z věže kapličky byl postaven na ozdobený stůl před kapličkou a obyvatelé Švábova se s ním vyfotografovali. Jeho zachránce za 1. světové války, Jan Hanzal, ho musel odvézt do Třeště. V roce 1948 se švábovští občané rozhodli pořídit zvon nový. Vyrobila ho firma Kovolit – Rudolf Marousek z České u Brna. Zvon nese nápis Cyril a Metoděj – LP 1948. Celkový náklad včetně dopravních výloh činil 8 600 Kč. Na koupi zvonu přispěl Svaz české mládeže ve Švábově částkou 2 500 Kčs a majitelé pozemků ročním nájemným z honitby ve výši 3 775 Kčs. Zbytek byl uhrazen z peněz vybraných při svěcení zvonu, kdy bylo vybráno 13 494 Kčs. Jeho vysvěcení provedl 7. listopadu 1948 batelovský farář Josef Skála. Po slavnostním aktu byl zvon zavěšen do věže kapličky. Zvon se rozezníval během celého roku třikrát denně – ráno, v poledne a večer klekání. Po klekání musely být děti doma. Strašily je, že po zvonění už chodí klekánice.
V roce 1995 byla kaplička převedena do majetku církve, do této doby patřila obci.
Velká oprava kapličky se konala v roce 1997. Byl založen fond, jehož správcem byl Jan Hanzal. Do něho přispěli nejen švábovští občané, ale i rodáci žijící mimo obec. Finanční příspěvek činil 30 400 Kč a bylo odpracováno 1 158 hodin zdarma. Borové fošny na výrobu oken daroval ing. Oldřich Spanilý č. p. 24. Byl zhotoven nový strop, zavedena elektřina, vyměněna okna, provedeny vnitřní omítky a dlažba. Byla opravena střecha i fasáda. K jejímu vysvěcení došlo 22. srpna 1998 za účasti brněnského biskupa Vojtěcha Cikrleho a dalších církevních hodnostářů a kněží.
V roce 2001 obec poskytla materiál na lavice do kapličky a finanční prostředky na zaplacení jejich zhotovení ve výši 7 000 Kč. Lavice vyrobil truhlář Luboš Háva z Batelova.
V roce 2002 nechala obec podříznout obvodové zdi a odizolovat nerezovými plechy kvůli vlhkosti.
Místními obyvateli byla dne 7. a 21. května 2011 provedena oprava fasády kapličky nástřikem brizolitu. Evžen Háva pomocí výsuvného žebříku natřel plechovou střechu věže. Materiál na opravu zaplatila Římskokatolická farnost Batelov a obec zajistila realizaci oprav. Bylo odpracováno 69,5 brigádnických hodin. V kapličce se koná pravidelně mše svatá při pouťových oslavách a první adventní neděli adventní koncert.